# Waschhaus (Fontenois-lès-Montbozon)

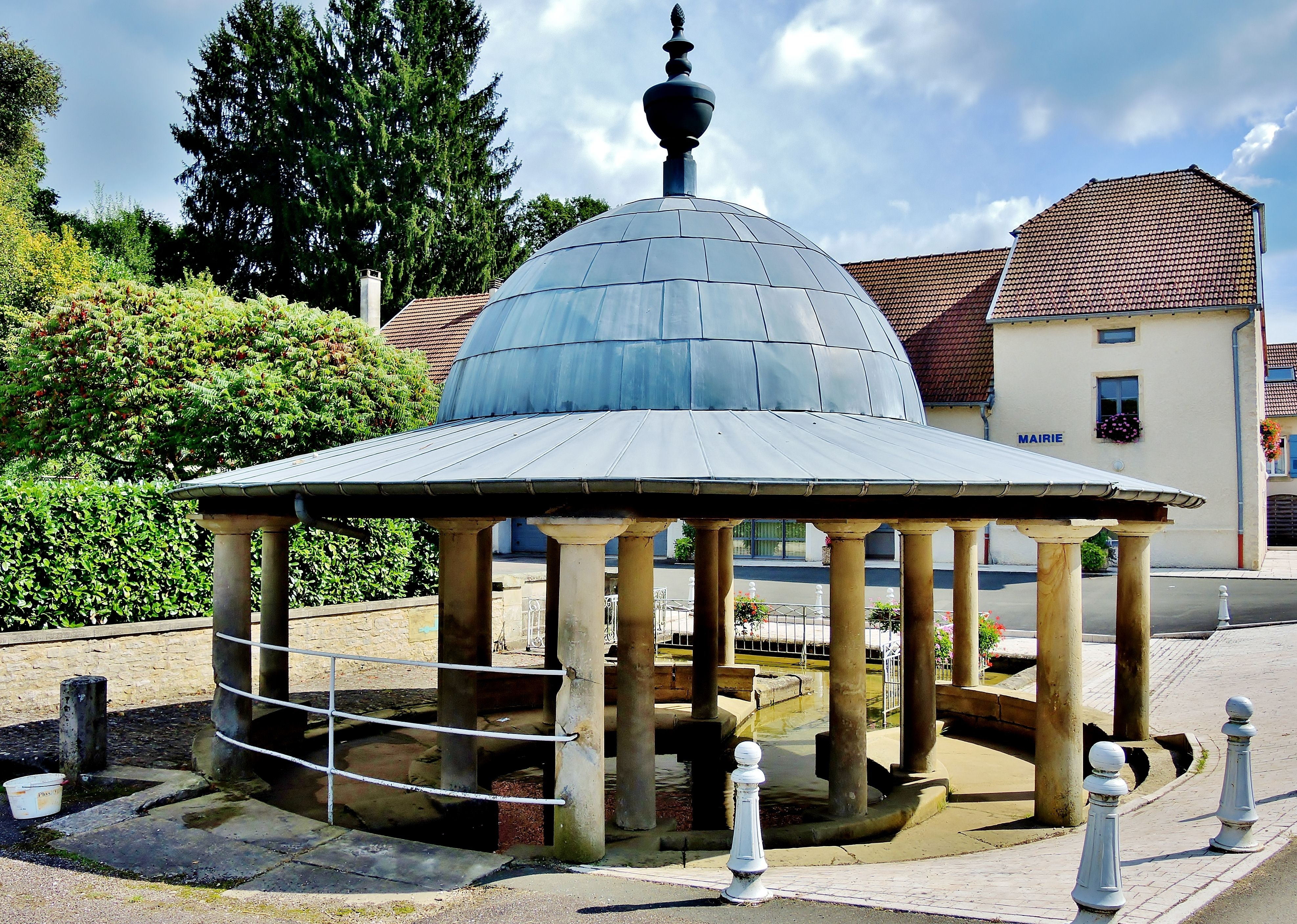
Waschhaus in Fontenois-lès-Montbozon

Das Waschhaus (französisch lavoir) in Fontenois-lès-Montbozon, einer französischen Gemeinde im Département Haute-Saône in der Region Bourgogne-Franche-Comté, wurde 1828 errichtet. Das öffentliche Waschhaus steht seit 1979 als Monument historique auf der Liste der Baudenkmäler in Frankreich.
Das runde Waschhaus besitzt ein Kuppeldach mit 16 Säulen.